# Strada statale 106 var/B Jonica
La strada statale 106 var/B Jonica (SS 106 var/B) è una strada statale italiana, variante della strada statale 106 Jonica nell'ambito del progetto di realizzazione di una strada extraurbana principale lungo la costa ionica della Calabria.

## Storia
La strada statale 106 var/B venne aperta in tre fasi:
- Variante: Locri-Marina di Gioiosa Jonica (dal km 95 al km 107.5),aperta al traffico il 30 novembre 2013
- Variante di Marina di Gioiosa Jonica (dal km 107.5 al km 110), aperta al traffico il 09 luglio 2015
- Variante di Roccella Jonica (dal km 110.5 al km 118.5), aperta al traffico il 09 luglio 2015[senza fonte]

## Descrizione
La strada statale 106 var/B ha inizio in località Canneti, nel territorio comunale di Locri, e termina sulla SS 106 presso Roccella Jonica, all'altezza del chilometro 118+850. È classificata come strada extraurbana principale.
La strada, che ha la funzione di evitare l'attraversamento dei centri abitati di Locri, Siderno, Marina di Gioiosa Jonica e Roccella Jonica, ha una lunghezza di 23,150 chilometri ed è gestita dal Compartimento di Catanzaro. Lungo il suo percorso si trovano due svincoli, uno dei quali di connessione con lo scorrimento veloce Jonio-Tirreno.

### Tabella percorso
| Jonica |                                        |      |           |                |
| Tipo   | Indicazione                            | ↓km↓ | Provincia | Strada europea |
|        | Locri Contrada Canneti per Locri       | 5,8  | RC        |                |
|        | Siderno                                | 10,5 | RC        |                |
|        | Marina di Gioiosa Ionica Jonio-Tirreno | 16,2 | RC        |                |
|        | Marina di Gioiosa Ionica est Jonica    | 19,6 | RC        |                |
|        | Roccella Ionica Jonica                 | 23,2 | RC        |                |